# Pleuraphodius multicarinatus
Pleuraphodius multicarinatus är en skalbaggsart som beskrevs av S. Endrödi 1964. Pleuraphodius multicarinatus ingår i släktet Pleuraphodius och familjen Aphodiidae. Inga underarter finns listade i Catalogue of Life.